# رونالد إيدي
رونالد إيدي هو سياسي كندي، ولد في 1931 بتورونتو في كندا. حزبياً، نشط في الحزب الليبرالي في أونتاريو ‏. وقد انتخب عضو برلمان مقاطعة أونتاريو.